# Rekomendacja świątynna
Rekomendacja świątynna (ang. temple recommend) – w kulturze Kościoła Jezusa Chrystusa Świętych w Dniach Ostatnich dokument uprawniający wiernego do wejścia do świątyni.
Ważna rekomendacja świątynna jest wydawana przez posiadającego odpowiednie upoważnienie przywódcę kapłańskiego, zazwyczaj członka rady biskupiej okręgu czy członka prezydium gminy. Jej wydanie poprzedza wywiad z wiernym, którego celem jest ustalenie jego indywidualnej godności. Indywidualna godność w kulturze świętych w dniach ostatnich odnosi się do życia zgodnie z przyjętymi przez wspólnotę standardami religijnymi. By stać się ważnym dokumentem, musi zostać także podpisana przez wiernego, do którego się odnosi, następnie zaś kontrasygnowana przez członka prezydium palika, dystryktu bądź też misji. Wierny winien też na wszystkie zadane podczas wywiadu pytania odpowiadać z całkowitą szczerością.
Nawiązuje do fragmentów pism świętych wchodzących w skład mormońskiego kanonu. Wskazuje się tutaj na niektóre fragmenty w Naukach i Przymierzach oraz czterdziesty czwarty rozdział starotestamentalnej Księgi Ezechiela. Ma także odnosić się do wymagań, jakie przed wejściem do świątyni jerozolimskiej stawiał przed starożytnymi Izraelitami Jahwe.
Rekomendacja świątynna we współcześnie znanej formie wykształciła się stopniowo, wraz z innymi elementami kultury organizacyjnej mormonizmu. Swe korzenie wywodzi ze szczególnego szacunku, jakim w mormońskiej kulturze otacza się świątynie. Już w samych początkach tej tradycji religijnej członkowie Kościoła uznawali je za miejsca szczególnie święte, za dosłowne domy Boże. W związku z tym wejść mogą do nich jedynie osoby czystego serca, które dzięki uczestnictwu w obrzędach świątynnych będą w stanie ujrzeć Boga. Rekomendacja potwierdza, iż jej posiadacz stara się żyć zgodnie z wymaganymi od niego standardami moralnymi. Zaświadcza, że jest szczery, uczciwy, moralnie czysty oraz lojalny wobec wspólnoty oraz jej przywódców.
Rekomendacja świątynna wymagana jest od wiernych powyżej ósmego roku życia. Muszą być oni ochrzczeni oraz konfirmowani. Powinni także wykazywać się wiarą oraz odpokutowywać za swoje grzechy. By móc ją otrzymać, mężczyźni dodatkowo muszą być posiadaczami kapłaństwa Melchizedeka.
Początkowo nie istniały ściśle określone procedury dotyczące wydawania rekomendacji świątynnej. Pierwotnie pozwolenia na wejście do świątyń wydawano ustnie, na podstawie kontaktów osobistych oraz obserwacji wiernego przez odpowiednich przywódców kościelnych. Później zaczęto je spisywać ręcznie. Wreszcie, po przybyciu świętych do Utah oraz okrzepnięciu struktur kościelnych w tym miejscu niektórzy biskupi zaczęli wypracowywać wykorzystywane lokalnie, drukowane wzory rekomendacji. Aż do 1891 większość rekomendacji kontrasygnowana była osobiście przez prezydenta Kościoła. W tymże roku bowiem Wilford Woodruff przekazał ten obowiązek biskupom oraz prezydentom palików. Pierwszy ujednolicony wzór rekomendacji świątynnej, zatwierdzony przez najwyższe władze kościelne, pochodzi z 1922.